# Kim Mi-Hwa
Jo Jin-Mi (21 de marzo de 2002) es una deportista norcoreana que compite en saltos de plataforma. Ganó una medalla de bronce en el Campeonato Mundial de Natación de 2025.

## Palmarés internacional
| Campeonato Mundial | Campeonato Mundial  | Campeonato Mundial | Campeonato Mundial     |
| Año                | Lugar               | Medalla            | Prueba                 |
| ------------------ | ------------------- | ------------------ | ---------------------- |
| 2025               | Singapur (Singapur) | Medalla de bronce  | Plataforma 10 m sincro |